# Dekanat damasławski
Dekanat damasławski – dekanat w archidiecezji gnieźnieńskiej. W skład dekanatu wchodzi 9 parafii.

## Parafie
- Parafia pw. św. Stanisława BM w Damasławku
- Parafia św. Małgorzaty w Juncewie
- Parafia św. Józefa w Kozielsku
- Parafia Wniebowzięcia Najświętszej Maryi Panny w Niemczynie
- Parafia św. Mikołaja w Srebrnej Górze
- Parafia Świętej Trójcy w Świątkowie
- Parafia św. Barbary w Wapnie
- parafia św. Andrzeja Boboli w Żabiczynie
- Parafia Narodzenia Najświętszej Maryi Panny w Żernikach